# Z'har
Pour plus de détails, voir Fiche technique et Distribution.
Z'har est un film franco-algérien réalisé en 2009 par Fatma Zohra Zamoum.

## Synopsis
1997, Alia est une photographe parisienne, en voyage de Tunis vers Constantine, pour se rendre au chevet de son père malade. Cherif est un écrivain qui a appris sa propre mort par le journal. Et ils sont conduits par un chauffeur de taxi habitué à la ligne Tunis/Constantine. 2007, Fatma Zohra demande à son frère Omar de l’accompagner en repérages sur les décors du film. Ce film lui tient à cœur parce qu’il aborde les problèmes de violence qui ont secoué l’Algérie des années 90. Se met alors en place, au cours de ce voyage qui mène l’équipe en préparation sur près de deux mille kilomètres, une hypothèse de fiction ou un rêve de fiction où se rencontrent les protagonistes de cette histoire. Or, ce film de fiction ne trouve pas de financements. Comment faire advenir la fiction quand tout s’y oppose ?

## Fiche technique
- Réalisation : Fatma Zohra Zamoun
- Production : Les Films du Cygne
- Scénario : Fatma Zohra Zamoun
- Image : Benjamin Chartier
- Son : Philippe Schillinger, Julien Ngo Trong
- Musique : Olivier Manganelli, Takfarinas
- Montage : Julien Chiaretto

## Distribution
- Fadila Belkebla
- Kader Kada
- Eddy Lemar
- Fatma Zohra Zamoun
- Omar Zamoun
- Saliha Ziani
- Allel Ziani
- Guermia Douaifia
- Khlifi El Eulmi
- Morad Gourissi

## Distinctions
- Festival international du film du Kerala (Inde)
- Pune International Film Festival (India)
- Famafest (Portugal)
- Festival Cinema Africano
- AsI
- America Latina de Milano (Italia)
- Festival Indie Lisboa (Portugal)